# تامی دویی
تامی دویی (انگلیسی: Tommy Dewey؛ زادهٔ ۳ اوت ۱۹۷۸) فیلم‌نامه‌نویس، بازیگر سینما و بازیگر تلویزیون اهل ایالات متحده آمریکا است. وی از سال ۲۰۰۱ میلادی تاکنون مشغول فعالیت بوده‌است.
از فیلم‌ها یا برنامه‌های تلویزیونی که وی در آن نقش داشته‌است می‌توان به سی‌اس‌آی: میامی، دوباره ۱۷ و ذهن‌های مجرم اشاره کرد.